# George Town (Kaaimaneilanden)
George Town is de hoofdstad van de Kaaimaneilanden, een Brits territorium in de Caribische Zee. De stad had in 2021 34.921 inwoners, en ligt op het eiland Grand Cayman.
George Town is het financiële centrum van de Kaaimaneilanden, er zijn 270 banken gevestigd in de stad (maart 2009). Verder heeft George Town een haven voor cruise- en vrachtschepen.
Het internationale vliegveld van de Kaaimaneilanden, Owen Roberts International Airport, ligt vlak bij George Town.